# Ruprechtia ramiflora
Ruprechtia ramiflora là một loài thực vật có hoa trong họ Rau răm. Loài này được (Jacq.) C.A.Mey. miêu tả khoa học đầu tiên năm 1840.